# Rame inox de banlieue
Het Rame inox de banlieue materieel of RIB is een type treinstam van de SNCF voor treindiensten van de Transilien in Île-de-France, gemaakt van roestvast staal (inox). In de jaren 60 en 70 zijn meerdere series gebouwd.

## RIB 60
Het RIB 60 materieel is het oudste materieel van dit type. De eerste treinstammen gingen in de jaren 60 in dienst op de voorstadtreinnetwerken van Paris-Nord en Paris-Est. Vanwege de slechte staat van het materieel is deze in 1999 ter zijde gesteld.
|            | Stuurstandwagen ZRBDx           | twee middenwagens ZRBz           | twee middenwagens ZRBz           | Gemixte wagen ZRAB                 | Complete treinstam                  |
| ---------- | ------------------------------- | -------------------------------- | -------------------------------- | ---------------------------------- | ----------------------------------- |
| Lengte     | 25,300 meter                    | 23,800 meter                     | 23,800 meter                     | 25,400 meter                       |                                     |
| Gewicht    | 31 ton                          | 28,5 ton                         | 28,5 ton                         | 31 ton                             | 119 ton                             |
| Capaciteit | 79 zitplaatsen + 24 klapstoelen | 107 zitplaatsen + 24 klapstoelen | 107 zitplaatsen + 24 klapstoelen | 36/43 zitplaatsen + 24 klapstoelen | 36/336 zitplaatsen + 96 klapstoelen |
| Toiletten  | 1                               | 1                                | 1                                | 2                                  | 5                                   |

## RIB 70
Deze treinstammen, in dienst gesteld begin jaren 70 hebben een nieuw soort deuren en een uniek soort raam ingebouwd. Hun buitendienststelling begon in 1998, en degenen die nog niet buitendienst zijn gesteld hebben de Transilien-kleuren aangemeten gekregen.
|           | Stuurstandwagen ZRBx | twee tussenwagens ZRBz | twee tussenwagens ZRBz | Gemixte wagen ZRABD | Complete treinstam |
| --------- | -------------------- | ---------------------- | ---------------------- | ------------------- | ------------------ |
| Lengte    | 25,700 meter         | 24,100 meter           | 24,100 meter           | 25,100 meter        |                    |
| Gewicht   | 28,5 ton             | 26,5 ton               | 26,5 ton               | 28,5 ton            | 110 ton            |
| Toiletten | 1                    | 1                      | 1                      | 2                   | 5                  |

## RIB 76
Nieuw is in dit type, in dienst gesteld in 1976, is een nieuwe cabine en besturingsknoppen zoals ook te zien is in de oorspronkelijke VB2N-cabine. Verschillende treinstammen zijn in 2003 terzijde gesteld nadat door grote schade geen revisie meer mogelijk was. De rest is voorzien van de Transilien-huisstijl, en zal waarschijnlijk vanaf 2013 buitendienst gesteld worden.
|           | Stuurstandwagen ZRBx | twee tussenwagens ZRBz | twee tussenwagens ZRBz | Gemixte wagen ZRABD | Complete treinstam |
| --------- | -------------------- | ---------------------- | ---------------------- | ------------------- | ------------------ |
| Lengte    | 25,750 meter         | 24,100 meter           | 24,100 meter           | 25,100 meter        |                    |
| Gewicht   | 28,5 ton             | 26,5 ton               | 26,5 ton               | 30,0 ton            | 111,5 t            |
| Toiletten | 1                    | 1                      | 1                      | 2                   | 5                  |

Deze treinstammen worden op het ogenblik onder andere ingezet op de volgende relaties:
- Paris-Est – Meaux – La Ferté-Milon ;
- Paris-Est – Coulommiers ;
- Paris-Nord – Crépy-en-Valois ;
- Creil – Pontoise ;
- Paris Saint-Lazare – Mantes-la-Jolie;
- Paris-Saint-Lazare – Ermont-Eaubonne;
- Paris-Saint-Lazare – Pontoise – Boissy-l'Aillerie – Gisors-Embranchement.